# Peter Jakab
Peter Jakab, född 16 augusti 1980 i Miskolc i Ungern, är en ungersk politiker. Jakab är sedan juni 2019 ordförande för Jobbik och sedan 2018 ledamot av Ungerns parlament.

## Biografi
Jakab har ett judiskt ursprung. Hans morfarfar dog i Auschwitz. Hans mormor konverterade till kristendomen 1925 och uppfostrade 11 barn i Mezőtúr.
Han tog examen från University of Miskolc 2004.
Från 2009 till 2010 arbetade han som historielärare på gymnasiet och yrkesskolan, där han undervisade romska barn.
Den 25 januari 2021 fattade Péter Jakab beslutet: han kommer att delta i primärvalet som kandidat till premiärminister.